# Ostarmenisch
Ostarmenisch (armenisch արևելահայերեն arewelahajeren) ist eine der beiden standardisierten Formen des modernen Armenischen (einer indogermanischen Sprache), das andere ist das Westarmenische, zu dem auch der Homschezi-Dialekt gehört. Die beiden Standards bilden eine plurizentrische Sprache.

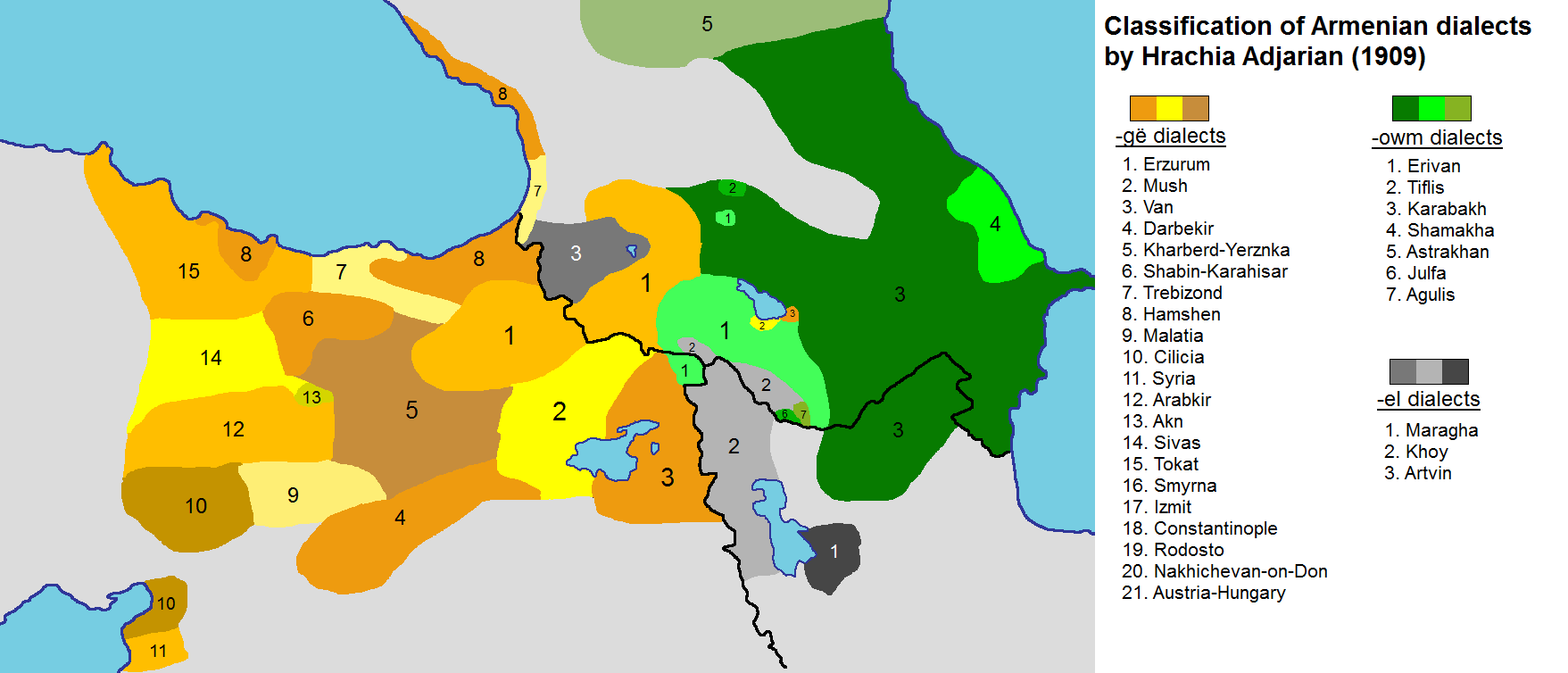
Im frühen 20. Jahrhundert gesprochene armenische Dialekte; -owm-Dialekte in grün (nach Adscharjan)

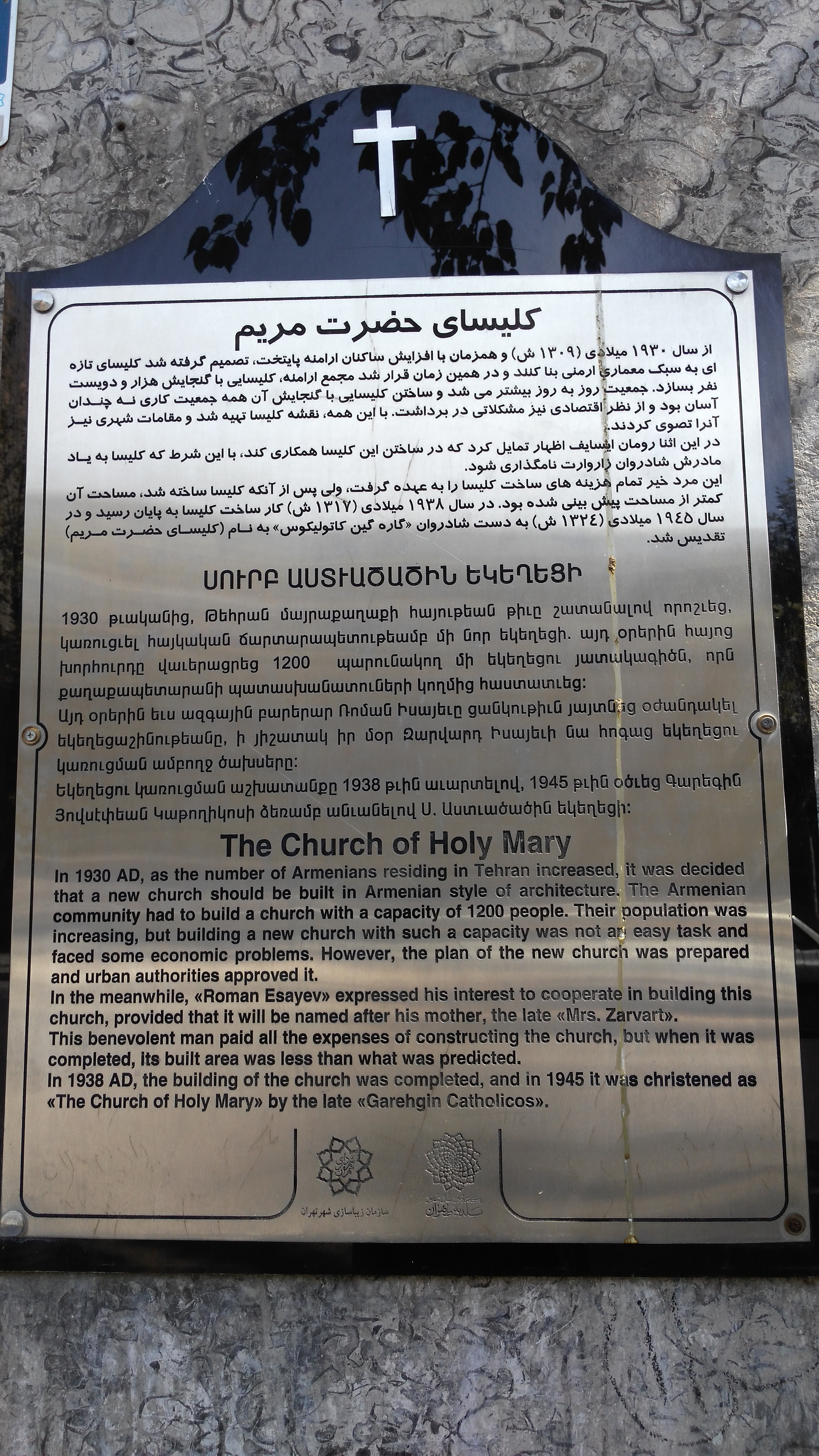
Diese Aufschrift an der Teheraner Kirche der Heiligen Muttergottes ist auf Ostarmenisch, aber in traditioneller armenischer Rechtschreibung gehalten.

Ostarmenisch wird im Kaukasusgebirge (besonders in der Republik Armenien und Republik Arzach sowie in Georgien von den Wrazahajer insbesondere um die Stadt Achalkalaki) und von der armenischen Gemeinschaft im Iran gesprochen. Obwohl sich das von den Armeniern in Armenien und das von den iranischen Armeniern gesprochene Armenisch (Պարսկահայերեն Parskahajeren) ähnlich sind, gibt es starke Unterschiede in der Betonung mit unterschiedlichen Inflektionen. Zu den Eigenheiten des Parskahajeren gehört unter anderem die Erhaltung der klassischen Aussprache des /r/ als stimmhafter alveolarer Approximant wie im Klassischen Armenischen (und wie im Englischen), während anderswo sowohl im Westarmenischen als auch im Ostarmenischen die Realisierung des /r/ ein stimmhafter alveolarer Flap (ähnlich wie im Spanischen) ist. Armenier aus Armenien haben zudem als Wörter, die nur dort eigen sind (Regionalismen), insbesondere Lehnwörter aus dem Russischen, während im Parskahajeren persische Lehnwörter zahlreich sind. Auch in der Rechtschreibung gibt es Unterschiede: Während das Armenische in Armenien, Georgien und der Diaspora in Russland in reformierter armenischer Schrift geschrieben wird, schreiben die armenischen Medien im Iran wie beispielsweise die Tageszeitung Alik in traditioneller, nicht reformierter armenischer Schrift.
Aufgrund von Migrationsbewegungen von Ostarmeniern aus Armenien und dem Iran in die Armenische Diaspora ist das Ostarmenische nun in Ländern und Regionen vorherrschend, wo Westarmenisch verwendet wurde.
Das Ostarmenische entwickelte sich im frühen 19. Jahrhundert aus dem Altarmenischen Grabar heraus und basiert heute auf dem Dialekt, der im Ararat-Distrikt (von Ostarmenien) gesprochen wird.